# Wissenschaftsfilm
Unter Wissenschaftsfilm versteht man einen Film, der in seinen Inhalten der Wissenschaft und der Forschung dient. Die Produktion von Wissenschaftsfilmen findet heute meistens auf Video statt. Die Bearbeitung populärwissenschaftlicher Themen ist heute eine Domäne des Fernsehens. 

## Geschichte
Eadweard Muybridge und Étienne-Jules Marey zeichneten mit Hilfe der Serienfotografie erstmals Bewegungsphasen zu wissenschaftlichen Zwecken auf. Zwischen 1895 und 1900 fertigte der französische Arzt und Physiologe Félix Regnault weitere wissenschaftliche Bewegungsstudien auf Film an. Medizin, Biologie und Ethnologie nutzten um die Jahrhundertwende das Medium Film verstärkt sowohl für dokumentarische, als auch instruierende und lehrende Zwecke. So entstanden etwa in der Berliner Charité Filme über die Arbeit von Ferdinand Sauerbruch. 

## Arten von Wissenschaftsfilmen

### Forschungsfilm
Der Forschungsfilm dient zur Protokollierung und zur Dokumentation von sehr schnellen, für das menschliche Auge nicht mehr wahrnehmbaren Bewegungen. Hierbei kommt spezielles technisches Gerät wie etwa Hochgeschwindigkeitskameras zum Einsatz. Heute wird das dadurch bereitgestellte Filmmaterial mit Hilfe von Bildverarbeitungssystemen ausgewertet. 

### Dokumentationsfilm
Der Dokumentationsfilm zeichnet einmalige und nicht wiederholbare Ereignisse auf oder konserviert im Rahmen des ethnologischen Films die Lebensumstände fremder Ethnien oder Elemente der Volkskunde. Das Institut für den  Wissenschaftlichen Film in Göttingen hat sich zur Aufgabe gemacht, die gegenständliche Welt zu dokumentieren und die gesammelten Filme für die wissenschaftliche Forschung aufzubereiten.

### Lehrfilm
Der Lehrfilm verbindet dokumentarischen oder wissenschaftlichen Charakter mit pädagogischer Struktur. Er wird im Rahmen schulischer und hochschulischer Ausbildung eingesetzt, vor allem seit den 1970er-Jahren auch an Fernuniversitäten.

### Populärwissenschaftlicher Film
Im populärwissenschaftlichen Film werden die gesellschaftlichen, politischen oder moralischen Probleme thematisiert, die mit Entdeckungen oder Erfindungen einhergehen. Der populärwissenschaftliche Film bediente sich häufig einer umrahmenden Erzählhandlung, etwa in der Lebensbeschreibung von Ärzten und Forschern (zum Beispiel in Robert Koch, der Bekämpfer des Todes (1939) oder Sauerbruch – Das war mein Leben (1954)). Andere populärwissenschaftliche Filme bedienen sich Mitteln des Dokumentarfilms, etwa im Bereich der Tier- und Reisefilme.